# 290
290 (CCXC) je bilo navadno leto, ki se je po julijanskem koledarju začelo na sredo.

## Dogodki
- 1. januar

## Rojstva
- Papos, grški matematik, geometer, filozof (približni datum) († okoli 350)

## Smrti
- 16. maj - Vu, prvi cesar dinastije Džin (* 236)